# Cantó de Bourbonne-les-Bains
El cantó de Bourbonne-les-Bains és un cantó francès del departament de l'Alt Marne, situat al districte de Langres. Té 12 municipis i el cap és Bourbonne-les-Bains.

## Municipis
- Aigremont
- Bourbonne-les-Bains
- Le Châtelet-sur-Meuse
- Coiffy-le-Haut
- Damrémont
- Enfonvelle
- Fresnes-sur-Apance
- Larivière-Arnoncourt
- Melay
- Montcharvot
- Parnoy-en-Bassigny
- Serqueux

## Història
| Data d'elecció                           | Identitat         | Partit                     | Qualitat |
| ---------------------------------------- | ----------------- | -------------------------- | -------- |
| 1945-1951                                | M. Arnould        | radical                    |          |
| 1951-1958                                | M. Bablon         | RPF, després divers droite |          |
| 1958-1976                                | M. Nicolas        | radical                    |          |
| 1976-1988                                | Louis Maignien    | Divers droite              |          |
| 1988-1994                                | Philippe Escudier | Divers gauche, després UDF |          |
| 1994-2001                                | Bernard Rocard    | RPR                        |          |
| 2001-                                    | André Noirot      | DL, després UMP            |          |
| les dades anteriors no són pas conegudes |                   |                            |          |
|                                          |                   |                            |          |

## Demografia
| A partir de 1990: Població sense dobles comptes |